# Kingdom Centre
Kingdom Centre (برج المملكة) je mrakodrap v Rijádu. Postaven byl podle návrhu, který vypracovala firma Omrania & Associates. Má 41 podlaží a výšku 302 metrů. Výstavba probíhala v letech 1999-2002. V mrakodrapu se nachází nákupní centrum, hotel a apartmány.

## Popis budovy
Horní třetina budovy byla navržena jako parabolický oblouk, byla postavena jako trubková rámová konstrukce, dvě dolní třetiny jsou postaveny z železobetonového skeletu.